# Die Sache mit Styx
Die Sache mit Styx ist ein Kriminalfilm und Drama des Regisseurs Karl Anton aus dem Jahr 1942. Die Literaturverfilmung basiert auf dem Roman Rittmeister Styx des Schriftstellers Georg Mühlen-Schulte. In der Hauptrolle verkörpert Viktor de Kowa den Attaché Styx, der eines Mordes beschuldigt wird.

## Handlung
Rittmeister Styx, seines Zeichens ein treuer und loyaler Gesandtschaftsattaché mit Leib und Seele, leistet in einem Konsulat seine Dienste. Eines Tages erfährt sein Büro eine Personalverstärkung: Zugeteilt werden die finanziell völlig mittellos gewordene Tänzerin Ariane und der eigentliche Konsul Sandor, welcher allerdings ein Mann mit einer gespaltenen Persönlichkeit zu sein scheint, da er versucht, Styx in seine fragwürdigen Geschäfte, die nichts mit seiner eigentlichen Aufgabe als Konsul zu tun haben, mit einzubeziehen.
Als Styx seine Mitarbeit in Tätigkeiten, die nicht seinem offiziellen Auftrag entsprechen, verweigert, gerät er unweigerlich in die Missgunst des Konsuls Sandor. Ein konstruierter Mord wird Styx zur Last gelegt, mit dem der Konsul versucht, Styx aus dem Wege zu schaffen. Aber der Konsul hat nicht mit der engagierten Tänzerin Ariane gerechnet, die die wahren Umstände des Mordes kennt und Styx auf der Flucht vor der Strafverfolgung hilft.
Styx entscheidet sich gemeinsam mit Ariane dazu, die zwielichtigen Machenschaften seines Vorgesetzten auf einem vom Konsulat veranstalteten Sommerfest an die Öffentlichkeit zu bringen.

## Erscheinungstermine und abweichende Filmtitel
Der Film wurde am 1. April 1942 in Wien uraufgeführt. Weitere Erscheinungstermine waren der 2. November 1942 in Dänemark (dort unter dem Titel Skandale i Konsulatet), der 22. Mai 1943 in Schweden (dort unter dem Titel Den mystiske herr Styx) und der 13. Februar 1944 in Finnland (dort unter dem Titel Styxin arvoitus). In Italien wurde er unter dem Titel L'affare Styx gezeigt und in den Niederlanden unter dem Titel Het geval Styx. In der Nachkriegszeit kam er unter dem Titel Wer die Heimat liebt in den Verleih.

## Produktionsnotizen
Die Dreharbeiten begannen am 1. November 1941 und endeten im November desselben Jahres. Eugen Klagemann war als Standfotograf tätig. Hanns H. Kuhnert war gemeinsam mit Franz Koehn für die Filmbauten zuständig. Die musikalische Vorlage entstammt der Feder von Giacomo Puccini, aus seiner Arie aus der Oper Madame Butterfly. Die Gesangsstimmen sind von Herbert Ernst Groh, Walther Ludwig und Margherita Perras.

## Filmzensur
Das NS-Regime überprüfte den Film auf eventuell dem Regime abträgliche Inhalte und legte ihm mit dem Beschluss B.56897 im Rahmen der damals üblichen Filmzensur am 13. März 1942 ein Jugendverbot auf. 

## Kritiken
„Angestaubte, doch launige Unterhaltung mit sanfter Spannung.“